# 伊集院大介
伊集院 大介（いじゅういん だいすけ）は、栗本薫の推理小説「伊集院大介シリーズ」などに登場する架空の探偵。

## 人物像
色白、痩せてひょろひょろとした長身。手足や首は細長く、やや猫背で、多少ガニ股気味。細面でややみそっ歯。ほっそりとした鼻柱、秀麗な額、長い前髪。銀ぶち眼鏡の奥からは優しく人懐っこい目がのぞき、いつもにこにこととぼけたような笑顔を浮かべている（『絃の聖域』）。その容貌は、中学時代からほとんど変わらないが、初老となった現在では、長い前髪に白いものが混じるようになり、眼鏡もふちなしのものをかけるようになった（『六月の桜』）。若いころはさだまさしに似ているといわれたが、年齢を重ねるとともに、それほど似ていないといわれるようにもなった。
性格は極めて温厚であり、その温和な容貌とあわせて、周囲の人をついほほえませてしまような雰囲気を醸し出している。すべての人間に対するわけへだてない共感にあふれており、人間なるものへの深い洞察と愛情の持ち主である（「伊集院大介の一日」）。
コーヒー好きで、たばこを嗜み、さまざまなジャンルの本と音楽を愛している（「伊集院大介の一日」）。異性との恋愛関係は皆無に等しいが、異性への関心がないわけではなく、好みは男装の麗人タイプであるらしい（「伊集院大介の初恋」）。やや低血圧の夜型で、朝には極めて弱く（「伊集院大介の一日」）、事件のないときには、何日でもぼーっと退屈することなく過ごすことのできる、非生産的な人間である（「伊集院大介の失敗」）。それゆえ、普段は極楽とんぼなどとも揶揄される伊集院だが、事件の解決にあたっているときには、行動的で活動的な人間に変化する。
少年期を除き、一人暮らしの独身を通している。少年期においても、家族について語られることはほとんどなく、家族構成などについては不明である。だが、父は大きなプロジェクトを仕事とし（『早春の少年』）、また伊集院が生活に困らなくなるほどの遺産を残した人物であった（「伊集院大介の私生活」）という。
その推理の特徴は、事件の真犯人を探し出すだけではなく、人間を観察し、洞察することによって、事件の裏に広がっている模様を解き明かすことにある（「伊集院大介の失敗」）。その根本は、人間を知りたい、すべての人間的なるものにふれたいという、伊集院の言うところの「人間学」への飽くなき欲求にある（「伊集院大介の青春」）。自分の推理を述べるときに多用する「そんな気がする」という口癖に象徴されるように、事件の解決に当たっては、神がかり的なひらめきや直感に頼っているとも指摘されるが、伊集院によれば、それはあくまで論理の積み重ねであり、訓練によって論理の展開が速くなっているがために、その訓練をしていない人にとっては、それが飛躍に見えるのだ、ということらしい（「伊集院大介の失敗」）。普段はもっぱら知的作業によって事件を解決することの多い伊集院だが、探偵としての基本的な変装術、体術にもたけており、占星術師や老人に巧みに変装して人の目を欺いたり、また柔道、空手の有段者を見事に投げ飛ばしたこともある（『天狼星』）。

## 経歴

### 生誕 - 高校時代
生年月日の詳細は不明であるが、二月生まれの水瓶座であるという（『優しい密室』）。生年については推測するしかないが、1968年当時、大学の三回生であった彼は、同級生よりも二歳ほど年長であった（「伊集院大介の青春」）、昭和30年代後半に14歳であった（『早春の少年』）など、いくつかの手掛かりとなる記述がある（ただし相互に矛盾も見られる）。
生誕地は九州の延岡であるが、大介本人は延岡の記憶はほとんどないらしい。小学校時代は四国で過したが、一か所に留まっていたわけではなく、四国内を転々としていたという。また、正確な時期は不明だが、その頃にひと月ほどインドで生活した経験がある（『早春の少年』）。
小学校卒業後は、東京・神田の古書店街近くに移り住み、中学二年の二月までをそこで過ごした。中学二年の三月に、平野（日本の中西部に位置する架空の地方都市。栗本薫の作品にはしばしば登場する都市である）に転居し、西平野中学校に転校した（『早春の少年』）。この時代に彼が遭遇したバラバラ殺人事件を描いた『早春の少年』が、伊集院大介のもっとも若い時代を描いた作品（2007年時点）となっている。
中学卒業後は、平野から別の町に転居した（『早春の少年』）。この際、かなり年長の女性に対して初めての恋を経験したという（「伊集院大介の初恋」）。この時代には、名探偵になるためのカリキュラムを自ら作成し、大学で学ぶべき数十の学問と、大学で学んだ後におこなうべき20種類を超える職業をリストアップしていた（「伊集院大介の青春」）。

### 大学時代 - 探偵業開業
高校卒業後は、自らのカリキュラムに従い、必要な学問をそれぞれ最高水準の教授のもとで学ぶために、複数の大学で何年かずつ学んだという。作中で記されているだけでも、K大学文学部国文学科（「伊集院大介の青春」）、W大学文学部英文科（『優しい密室』）、京南大学法学部および西北大学文学部人文学科（『青の時代』）に在籍していたことが判っている。また、西北大学卒業後には海外の大学に留学を計画していた（『青の時代』）。
この頃から名探偵としての才能を本格的に発揮し始め、キャンパス内での学生の転落死事件（「伊集院大介の青春」）、学生演劇の劇団で起こった連続殺人事件（『青の時代』）、教育実習生として赴いた女子高で起こった殺人事件（『優しい密室』）などを次々に解決へと導いた。警察からの信頼を受け始めたのもこの時代であり、ことに長野県警ではいくつかの難事件を解決した名探偵として、すでに名が通っていたという（『優しい密室』）。
この頃、教育実習先の女子高の二年生として出会った森カオルが、のちに作家としてデビューし、伊集院大介の解決した事件を作品としてまとめるとともに、伊集院大介の初代ワトスン役をつとめることとなる。また、のちに二代目ワトスン役をつとめることとなる滝沢稔（当時九歳）と出会った時には、伊集院は大学院の学生であったという（「顔のない街」）。
大学卒業後か在学中かは定かではないが、二十代で進学塾「伊集院進学教室」の経営を始め、自ら塾の教師をつとめるようになる。その際、その家に暮らす少年の講師として通っていた長唄の名門家元の一家で起きた連続殺人事件を解決へと導いた。この顛末を描いた作品『絃の聖域』が、伊集院大介シリーズの第一作となった。
この事件を通して知り合った警視庁の山科正信警部補（当時）から、難事件についての相談を頻繁に受けるようになった彼は、まもなくして念願の「伊集院探偵事務所」を開設する。以後、数々の難事件を解決し、名探偵としての名声を急速に高めていく。この時期に解決した代表的な事件としては、九州地方の秘境の村・鬼家荘を舞台とした連続殺人事件（『鬼面の研究』）、東北地方に近い日本海側の秘境の村・松之原村を舞台とした殺人事件（『樹霊の塔』）がある。また、青年作家・栗本薫と恋人のアイドル歌手・朝吹麻衣子の周囲で起こった連続殺人事件の解決にも貢献した（『猫目石』）。

### 宿敵シリウスとの死闘
その後起こったファッションモデル予告連続殺人事件において、伊集院は最大の宿敵シリウスと出会うこととなる（『天狼星』）。また、この事件を通して、伊集院にとってはもっとも恋人に近い存在である、モデルの田宮怜と出会う。
伊集院とシリウスとの闘いは、日舞の女形・芳沢胡蝶を巡る殺人事件を第二幕とし、胡蝶自身の身柄を巡って繰り広げられた（『天狼星II』）。その闘いは、その後フランスの古城へと舞台を移して続けられた（『仮面舞踏会』）が、フランスでの闘いの詳細についてはいまだ語られていない。
およそ一年後、胡蝶を巡る二人の闘いは、北海道の温泉町に舞台を移す。その闘いは、胡蝶の従弟にあたる少年・竜崎晶を巻き込んで展開し、最終的にはここで二人の闘いにいったん幕が下ろされることとなった（『天狼星III 蝶の墓』）。だが、この時に起こった悲劇が伊集院の心を深く傷つけ、その後、彼は長らく消息不明となった。

### 帰還 - 現在
パリからいったん日本を経由してアメリカへ行っていたという空白の約二年ののち（『仮面舞踏会』）、伊集院大介は日本へと帰ってくる。そこで大学浪人生となっていた滝沢稔と再会し、パソコン通信を舞台とした殺人事件を解決する（『仮面舞踏会』）。この事件以降、伊集院は再び名探偵としての活動を開始し、滝沢稔は伊集院の助手として、探偵事務所の手伝いをするようになる。
探偵業を再開した伊集院は、歌手の飛び降り自殺事件（『魔女のソナタ』）や、栗本薫のスキャンダルに絡む殺人事件（『怒りをこめてふりかえれ』）の真相を解明する。その後に起こった、竜崎晶が巻き込まれた連続猟奇殺人事件の決着に際して、伊集院は宿敵シリウスと再会する（『新・天狼星 ヴァンパイア』『真・天狼星 ゾディアック』）。現時点では、これが伊集院とシリウスの最後の邂逅となっている。
現在では、初老の名探偵となった伊集院だが、その推理の冴えは変わることなく、大小さまざまな事件を解決へと導いている。その主なものとしては、同人誌サークルメンバーの連続殺人事件（『タナトス・ゲーム』）、六本木のクラブを舞台とした連続殺人事件（『水曜日のジゴロ』）、地方のさびれた遊園地で起こった連続女性失踪事件（『真夜中のユニコーン』）、天才サックス奏者・矢代俊一への脅迫事件（『身も心も』）、かつて一世を風靡したゲイクラブでの恐喝・殺人事件（『聖者の行進』）、京都のミステリーツアーでの殺人未遂事件（『陽気な幽霊』）、友禅の老舗工房での殺人事件（『女郎蜘蛛』）、ある民家で起こった死体消失事件（『逃げ出した死体』）、女子小学生を巻き込んだ連続失踪事件（『六月の桜』）、長らく迷宮入りしていた3件の幼児殺人・失踪事件（『木蓮荘綺譚』）がある。

## 主な関係者
山科正信（やましなまさのぶ）
警視庁の警視総監。エリート然とした二枚目。警察内における伊集院のパートナーであり、多くの難事件を伊集院と協力して解決した。伊集院と出会った際には警部補で、その後、警部から警視へと順調に出世し、ついには総監にまで上り詰めた。警視時代に一度退職したが、また復職したらしい。妻は祥子。四女（菊子、桜子、百合子、蘭子）の父。
松之原カオル（まつのばらかおる）
女流作家。伊集院の初代ワトスン役。小柄で短髪のちょっときつめの顔立ち。高校時代に教育実習に訪れた伊集院と知り合った（当時の姓は森）。その後作家となり、伊集院のワトスン役を務めるかたわら、彼の携わった事件を題材とした作品を多く発表するようになった。ファッションモデル予告連続殺人事件（『天狼星』）の後、まもなくして「樹霊の塔」事件で知り合った年下の松之原武彦と結婚した。
滝沢稔（たきざわみのる）
伊集院の二代目ワトスン役。小柄で細身、目が大きく、童顔で可愛い顔立ちの青年。穏やかで優しい性格。九歳の時に当時大学院の学生だった伊集院と知り合い、大学時代に再会し、以後、伊集院探偵事務所で助手をつとめるようになる。幼少時は生物好きの孤独な少年で、大学に入ってからはパソコンマニアになった。ニックネームは「アトム君」（パソコン通信時代のハンドルから）。父と死別し、母と二人暮らし。
竜崎晶（りゅうざきあきら）
舞台俳優にしてダンサー。小柄だが、ダンサーらしい長足の引き締まった痩身、色白で目鼻立ちのはっきりした美少年。ミュージカル『炎のポセイドニア』で主役として抜擢され、それを機に一気にスターダムへと上り詰めた。ある理由により、中学時代からシリウスに執拗に狙われている。北海道の温泉町、弥勒寺町の出身。父は昌雄。母は元女優の佐保子（旧姓藤浦。故人）。兄に弘志。異母弟にサトシ。
田宮怜（たみやれい）
トップモデル。長身、長足で抜群のプロポーションを誇る、短髪でエキゾチックな顔立ちの美女。ファッションモデル予告連続殺人事件の際、少女モデル遊佐真珠子をシリウスから守るよう依頼したことで伊集院と知り合う。伊集院にとっては、ほとんど唯一の、もっとも恋人に近い存在。
芳沢胡蝶（よしざわこちょう）
日舞の女形。小さな卵型の顔、細く長い首、澄んだ瞳の持ち主で、その姿と舞の美しさは各方面から絶賛されている。シリウスが強く執着する相手であり、彼を巡って伊集院とシリウスとが死闘を繰り広げることとなった。父は舞踊家の芳沢正也。母はフランス人。叔母に元女優の竜崎佐保子（旧姓藤浦）。本名は藤浦雪夫。フランス名はルネ・デュヴァール。
伊庭緑郎（いばろくろう）
日本新報社の雑誌「週刊スクープ」の記者。ひょろりとした痩身、刈上げヘアで、ハンチング帽がトレードマーク。柔道、空手の有段者。伊集院大介に強く憧れており、一時は伊集院の第一の助手を気取っていた。だが、行動力ばかりが旺盛で、軽率な行動が目立ち、いつも伊集院の足を引っ張ってばかりいる。温厚な伊集院をいらつかせる、数少ない人物のひとり。
藤島樹（ふじしまいつき）
六本木のクラブ「樹」のマスター。脱色した短髪、切れ長の瞳の持ち主で、男装を好む同性愛の女性。恋人だった女性歌手の飛び降り自殺事件の調査を依頼したことで伊集院と知り合った。以後、伊集院は、ほとんど女性しか訪れない樹の店の唯一の男性常連客となる。もっとも、最近では必ずしも男子禁制の店というわけではなくなったらしい。十代の時に秋野という男性と結婚した経験がある。長男は大輔。
及川徹（おいかわとおる）
平野警察署所属の警部。日焼けしてがっちりとした風貌。伊集院の中学時代の同級生で、当時のニックネームは「とっぺ」。中学時代に伊集院とともに遭遇したバラバラ殺人事件がきっかけで警察官を志すようになり、現在では県警のやり手の警部として知られる。
シリウス
伊集院の宿敵。自らの手を汚すことなく殺人を犯すことに快感を覚えるサイコパス。刀根一太郎を使って起こしたファッションモデル予告連続殺人事件で初めて伊集院と相対した。変装の名手であり、以後、次々と身元を変えては伊集院の前に現れることとなる。舞踊家の芳沢胡蝶、俳優の竜崎晶に、ある理由から執着しており、彼らを巡る事件を影からたびたび操っては、伊集院と死闘を繰り広げた。
刀根一太郎（とねいちたろう）
シリウスの忠実な部下。小柄で背中が盛り上がり、異常に長い腕とたくましい筋肉を持つ、猿のような容貌の異形の男。精神を病んだ人肉嗜食者。ファッションモデル予告連続殺人事件において、犠牲者を生きながら解体し、その肉を食した。
栗本薫（くりもとかおる）
作家。詳細については栗本薫を参照。

## 登場作品
2008年6月までに25編の長編および28編の短編が発表されているが、その発表順は必ずしも作中の時系列に沿ってはいない。例えば、第一作『絃の聖域』以前の事件を描いた長編としては、『優しい密室』、『青の時代』、『早春の少年』がある。

### 長編
- 『絃の聖域』
講談社 1980年8月10日発行 / ISBN 4-06-130702-9
講談社文庫 1982年12月15日発行 / ISBN 4-06-136252-6（上）ISBN 4-06-136253-4（下）
角川文庫 1997年4月25日発行 / ISBN 4-04-150048-6（上）ISBN 4-04-150049-4（下）
- 『優しい密室』
講談社 1981年1月31日発行 / ISBN 4-06-130731-2
講談社文庫 1983年8月15日発行 / ISBN 4-06-183080-5
- 『鬼面の研究』
講談社 1981年11月30日発行 / ISBN 4-06-130814-9
講談社文庫 1984年8月15日発行 / ISBN 4-06-183301-4
- 『猫目石』
講談社ノベルス 1984年11月5日発行 / ISBN 4-06-181150-9（上）ISBN 4-06-181151-7（下）
講談社文庫 1987年7月15日発行 / ISBN 4-06-184017-7（上）ISBN 4-06-184018-5（下）
角川文庫 1997年10月25日発行 / ISBN 4-04-150054-0（上）ISBN 4-04-150055-9（下）
- 『天狼星』
講談社 1986年6月30日発行 / ISBN 4-06-202831-X
講談社文庫 1989年7月15日発行 / ISBN 4-06-184475-X
- 『天狼星 II』
講談社 1987年11月16日発行 / ISBN 4-06-203571-5
講談社文庫 1990年11月15日発行 / ISBN 4-06-184803-8
- 『蝶の墓 天狼星III』
講談社 1993年3月30日発行 / ISBN 4-06-206289-5
講談社文庫 1996年3月15日発行 / ISBN 4-06-263192-X
- 『仮面舞踏会 伊集院大介の帰還』
講談社 1995年4月12日発行 / ISBN 4-06-207496-6
講談社ノベルス 1997年3月5日発行 / ISBN 4-06-181955-0
講談社文庫 1998年4月15日発行 / ISBN 4-06-263758-8
- 『魔女のソナタ 伊集院大介の洞察』
講談社 1995年10月14日発行 / ISBN 4-06-207800-7
講談社ノベルス 1997年10月5日発行 / ISBN 4-06-181985-2
講談社文庫 1998年11月15日発行 / ISBN 4-06-263939-4
- 『怒りをこめてふりかえれ』
講談社 1996年5月20日発行 / ISBN 4-06-208081-8
講談社ノベルス 1998年5月5日発行 / ISBN 4-06-182024-9
講談社文庫 1999年4月15日発行 / ISBN 4-06-264552-1
- 『新・天狼星 ヴァンパイア 恐怖の章』
講談社 1997年2月24日発行 / ISBN 4-06-208510-0
講談社ノベルス 1999年2月5日発行 / ISBN 4-06-182054-0
講談社文庫 2000年2月15日発行 / ISBN 4-06-264788-5
- 『新・天狼星 ヴァンパイア 異形の章』
講談社 1997年4月10日発行 / ISBN 4-06-208651-4
講談社ノベルス 1999年3月5日発行 / ISBN 4-06-182058-3
講談社文庫 2000年2月15日発行 / ISBN 4-06-264789-3
- 『真・天狼星 ゾディアック 1』
講談社 1998年1月20日発行 / ISBN 4-06-208990-4
講談社文庫 2001年3月15日発行 / ISBN 4-06-273101-0
- 『真・天狼星 ゾディアック 2』
講談社 1998年2月20日発行 / ISBN 4-06-209038-4
講談社文庫 2001年3月15日発行 / ISBN 4-06-273102-9
- 『真・天狼星 ゾディアック 3』
講談社 1998年3月20日発行 / ISBN 4-06-209075-9
講談社文庫 2001年4月15日発行 / ISBN 4-06-273103-7
- 『真・天狼星 ゾディアック 4』
講談社 1998年4月20日発行 / ISBN 4-06-209112-7
講談社文庫 2001年4月15日発行 / ISBN 4-06-273104-5
- 『真・天狼星 ゾディアック 5』
講談社 1998年5月20日発行 / ISBN 4-06-209143-7
講談社文庫 2001年5月15日発行 / ISBN 4-06-273105-3
- 『真・天狼星 ゾディアック 6』
講談社 1998年6月20日発行 / ISBN 4-06-209204-2
講談社文庫 2001年5月15日発行 / ISBN 4-06-273106-1
- 『タナトス・ゲーム 伊集院大介の世紀末』
講談社 1999年7月26日発行 / ISBN 4-06-209686-2
講談社文庫 2002年7月15日発行 / ISBN 4-06-273481-8
- 『青の時代 伊集院大介の薔薇』
講談社 2000年1月31日発行 / ISBN 4-06-210036-3
講談社文庫 2003年1月15日発行 / ISBN 4-06-273640-3
- 『早春の少年 伊集院大介の誕生』
講談社 2001年1月31日発行 / ISBN 4-06-210286-2
講談社文庫 2004年1月15日発行 / ISBN 4-06-273929-1
- 『水曜日のジゴロ 伊集院大介の探究』
講談社 2002年12月20日発行 / ISBN 4-06-210883-6
講談社文庫 2005年7月15日発行 / ISBN 4-06-275125-9
- 『真夜中のユニコーン 伊集院大介の休日』
講談社 2003年9月20日発行 / ISBN 4-06-212006-2
講談社文庫 2006年3月15日発行 / ISBN 4-06-275341-3
- 『身も心も 伊集院大介のアドリブ』
講談社 2004年8月1日発行 / ISBN 4-06-212512-9
講談社文庫 2007年3月15日発行 / ISBN 978-4-06-275671-6
- 『聖者の行進 伊集院大介のクリスマス』
講談社 2004年12月16日発行 / ISBN 4-06-212735-0
講談社文庫 2007年11月15日発行 / ISBN 978-4-06-275886-4
- 『陽気な幽霊 伊集院大介の観光案内』
講談社 2005年5月30日発行 / ISBN 4-06-212985-X
講談社文庫 2008年3月14日発行 / ISBN 978-4-06-275997-7
- 『女郎蜘蛛 伊集院大介と幻の友禅』
講談社 2005年12月20日発行 / ISBN 4-06-213235-4
講談社文庫 2008年8月12日発行 / ISBN 978-4-06-276126-0
- 『逃げ出した死体 伊集院大介と少年探偵』
講談社 2006年12月20日発行 / ISBN 4-06-213783-6
講談社文庫 2009年2月13日発行 / ISBN 978-4-06-276274-8
- 『六月の桜 伊集院大介のレクイエム』
講談社 2007年6月28日発行 / ISBN 978-4-06-214117-8
講談社文庫 2009年6月12日発行 / ISBN 978-4-06-276375-2
- 『樹霊の塔 伊集院大介の聖域』
講談社 2007年12月20日発行 / ISBN 978-4-06-214464-3
- 『木蓮荘綺譚 伊集院大介の不思議な旅』
講談社 2008年6月25日発行 / ISBN 978-4-06-214789-7

### 短編
- 『伊集院大介の冒険』
講談社ノベルス 1984年8月5日発行 / ISBN 4-06-181134-7
講談社文庫 1986年8月15日発行 / ISBN 4-06-183812-1
  - 「殺された幽霊」
  - 「袋小路の死神」
  - 「ガンクラブ・チェックを着た男」
  - 「青ひげ荘の殺人」
  - 「獅子は死んだ」
  - 「鬼の居ぬ間の殺人」
  - 「誰かを早死にさせる方法」
- 『伊集院大介の私生活』
講談社ノベルス 1985年11月5日発行 / ISBN 4-06-181218-1
講談社文庫 1988年9月15日発行 / ISBN 4-06-184285-4
  - 「伊集院大介の追憶」
  - 「伊集院大介の初恋」
  - 「伊集院大介の青春」
  - 「伊集院大介の一日」
  - 「伊集院大介の私生活」
  - 「伊集院大介の失敗」
- 『伊集院大介の新冒険』
講談社 1994年4月15日発行 / ISBN 4-06-206903-2
講談社文庫 1997年6月15日発行 / ISBN 4-06-263529-1
  - 「顔のない街」
  - 「事実より奇なり」
  - 「ごく平凡な殺人」
  - 「奇妙な果実」
  - 「盗癖のある女」
  - 「星のない男」
  - 「ピクニック」
- 『第六の大罪 伊集院大介の飽食』
講談社 2006年8月31日発行 / ISBN 4-06-213576-0
講談社文庫 2008年11月14日発行 / ISBN 978-4-06-276198-7
  - 「グルメ恐怖症」
  - 「食べたい貴方」
  - 「芥子沢平吉の情熱」
  - 「地上最凶の御馳走」
- アンソロジー『名探偵の挑戦状』
カドカワノベルズ 1994年6月25日発行 / ISBN 4-04-785002-0
角川文庫 1996年9月25日発行 / ISBN 4-04-199701-1
  - 「殺怪獣事件」
- アンソロジー『金田一耕助に捧ぐ九つの狂想曲』
角川書店 2002年5月25日発行 / ISBN 4-04-873362-1
  - 「月光座－金田一耕助へのオマージュ－」
- アンソロジー『幻影城の時代 完全版』
講談社 2008年12月15日発行 / ISBN 978-4-06-215144-3
  - 「誰でもない男 伊集院大介の秋思」
- 単行本未収録
  - 「伊集院大介の追跡」（小説現代1989年3月号掲載）
  - 「間の悪い男」（小説現代1996年10月号掲載）

## 漫画
伊集院大介シリーズをもとにして描かれた漫画としては、以下のものがある。
- 『優しい密室 1』（まんだ林檎画 / ジャイブ CR COMICS）（2007年2月3日発行 ISBN 978-4-86176-366-3）
- 『優しい密室 2』（まんだ林檎画 / ジャイブ CR COMICS）（2007年11月15日発行 ISBN 978-4-86176-395-3）
『優しい密室』をもととした作品。『栗本薫 THE COMIC グイン・サーガ』（ジャイブ 2006年9月23日発行 ISBN 978-4-86176-328-1）に収録された冒頭部に加筆したもの。
- 『名探偵伊集院大介 鬼面の研究 上』（まんだ林檎画 / ジャイブ CR COMICS）（2009年5月10日発行 ISBN 978-4-86176-665-7）
- 『名探偵伊集院大介 鬼面の研究 下』（まんだ林檎画 / ジャイブ CR COMICS）（2009年5月10日発行 ISBN 978-4-86176-666-4）
『鬼面の研究』をもととした作品。

## ミュージカル『天狼星』
作者自身の演出により、伊集院大介を主人公としたミュージカル『天狼星』が製作されている。ストーリーはおおむね『天狼星』をもとにしているが、『猫目石』のみに登場のアイドル・朝吹麻衣子や、その恋人の作家・栗本薫が登場するなどのアレンジがなされている。

### 上演日・場所
1. 1997年3月13日 - 30日：東京 シアターアプル
2. 1997年4月11日 - 13日：名古屋 愛知県勤労会館
3. 1997年4月15日 - 20日：大阪 シアター・ドラマシティ

### キャスト
- 伊集院大介：岡幸二郎
- シリウス：宮内良
- 刀根一太郎：駒田はじめ
- 栗本薫：大沢健
- 朝吹麻衣子：宮前真樹
- 田宮怜：旺なつき
- ミス・アヤメ：野口アキラ
- 佐野一郎：大谷美智浩
- 山科警視：西村仁
- 伊庭緑郎：加藤雅也
- 川崎部長刑事：水木竜司
- 品川刑事：永田治
- キャサリン：吹雪仁美
- 英子：初音ひかり

### スタッフ
- 原作：栗本薫
- 脚本・演出・作詞・作曲：中島梓
- 作曲・音楽監督：難波弘之
- 振付・演出助手：石丸貴志
- イメージ画：天野喜孝
- 照明プランナー：武藤聡
- 音響プランナー：岩下雅夫
- 美術プランナー：志田原孝子
- 衣装プランナー：本田淑人

### ミュージカル・ナンバー
1. ナイトメア
2. 地獄の花嫁
3. 妖星・1
4. Welcome to the Fashionshow
5. ヴァージンロード
6. ガーディアン――伊集院大介のテーマ――
7. 天狼星
8. この人を見よ〜妖星・2
9. 組曲・浅草オペラ
10. 刀根の子守唄
11. TRUE LOVE
12. 対決〜ロックシンフォニー・シリウス
13. THE AGE OF STARS――天狼星のテーマ――

### ミュージカル・アルバム
本ミュージカルで使用された楽曲を収録したアルバムが発売されている。
『天狼星 〜ミュージカル・アルバム〜』
発売日：1997年3月1日
発売元：ソニーレコード
音楽監督：難波弘之
ジャケット：天野喜孝
収録曲
1. 夜の都会 -The Nightmare-（作詞・作曲：中島梓 編曲：難波弘之）
2. Monologue 1（作詞：中島梓）
3. 妖星 ―オープニング・テーマ―（作詞・作曲：中島梓 編曲：難波弘之）
4. ヴァージンロード（作詞：中島梓、作曲：中島梓 編曲：難波弘之）
5. 組曲・天狼星（作詞・作曲：中島梓、難波弘之 編曲：難波弘之）
6. 刀根の子守唄（作詞・作曲：中島梓 編曲：難波弘之）
7. この人を見よ（作詞・作曲：中島梓 編曲：難波弘之）
8. 妖星（作詞・作曲：中島梓 編曲：難波弘之）
9. 浅草オペラ（作詞・作曲：中島梓）
10. TRUE LOVE（作詞・作曲：中島梓 編曲：難波弘之）
11. シリウスの恋歌 ―地獄の花嫁―（作詞：中島梓 作曲：難波弘之 編曲：難波弘之）
12. ガーディアン ―伊集院大介のテーマ―（作詞・作曲：中島梓 編曲：難波弘之）
13. Monologue 2（作詞：中島梓）
14. 対決〜ロックシンフォニー・シリウス（作詞：中島梓 作曲：中島梓、難波弘之 編曲：難波弘之）

## 受賞作
- 『絃の聖域』（第2回吉川英治文学新人賞）

## 話題

### 「怒りをこめてふりかえれ」発刊時の珍抗議
この作品の発刊時、『私の愛読書のタイトル（※ジョン・オズボーン“Look back in anger”の日本語訳の題）そのまま』として、『あの作品のタイトル名を知らないということがあるのだろうか』『万一、どなたも御存知なかったとして、一応、著作物のタイトル一覧など照合されなかったのか』と、児童文学作家舟崎克彦により、講談社の文芸部へ抗議のFAXが送られたことがある。後日、舟崎は自著「これでいいのか、子どもの本!!」および季刊誌「ぱろる」1996年12月20日発行号の中で、この経緯を公表、また、後日栗本及び講談社から何も返事が返ってこなかったことに関して、『グレてやる』という捨て台詞を残している。